# ヘイン・ケファー
ヘイン・ケファー（Jacob Simon Hendrik 'Hein' Kever、1854年6月19日 - 1922年4月29日）はオランダの画家である。オランダ・北ホラント州のラーレンに集まった画家たち、「ラーレン派」の画家の一人とされる。

## 略歴
アムステルダムの裕福な家庭に生まれた。母親は画家のヨゼフ・イスラエルス（1824-1911）の友人で、イスラエルスの紹介でグレーフェ(Petrus Franciscus Greive)らの有名なオランダの版画家たちの弟子になった。1872年にグレーフェが亡くなった後、ヨハン・グリーフェ(Johan Conrad Greive)とユトレヒト州のエームネス(Eemnes)にスタジオを作り画家として独立した。
1878年にアントウェルペン王立芸術学院の冬のコースに参加してシャルル・ヴェルラらに学び、その後北ホラント州のブラリクム(Blaricum)に住んだ。1887年に結婚して、オランダの芸術家が集まり始めていた、ラーレンに屋敷を買って移り住んだ。短い間、ヌンスペートや北ブラバント州に滞在した他は、北ホラント州で暮らした。ヨゼフ・イスラエルス、アントン・モーヴ、アルベルト・ヌーハイスらとともに、「ラーレン派」の画家の一人とされ、風景画、風俗画、人物画を描いたが、最も多く描いたのは農民の生活を描いた作品である。

## 作品

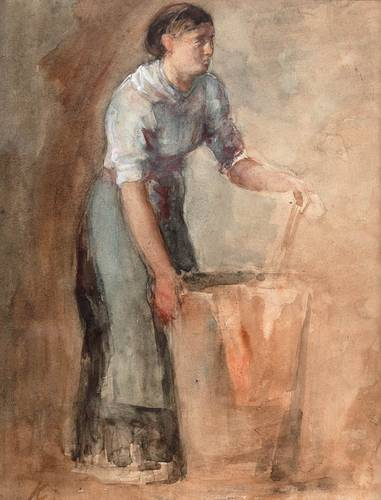
選択する女
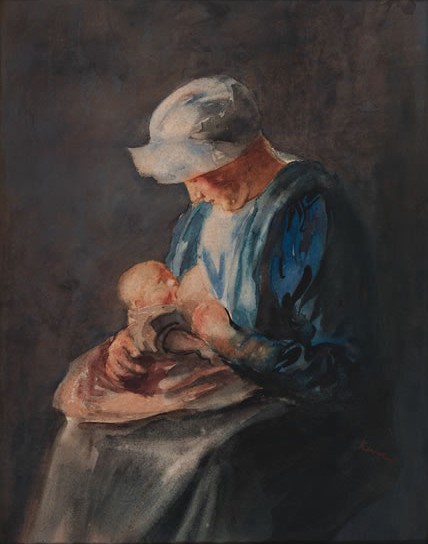
乳を与える母親
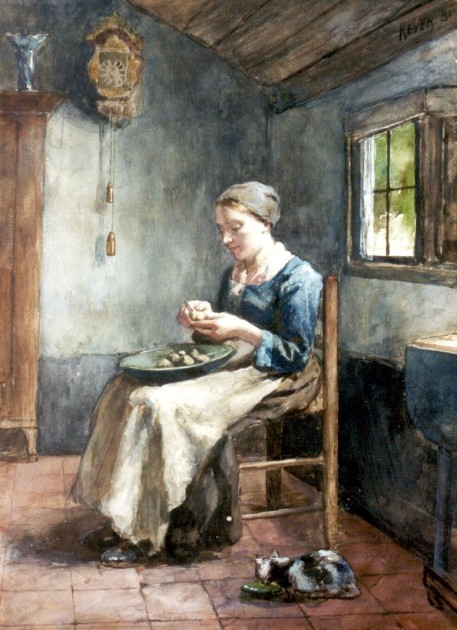
ジャガイモの皮むきをする女性
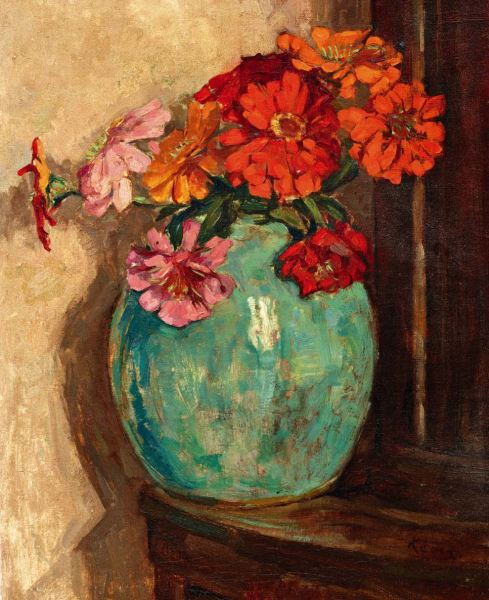
静物画

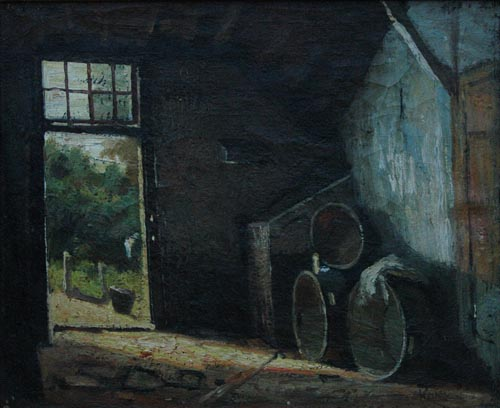
納屋の中
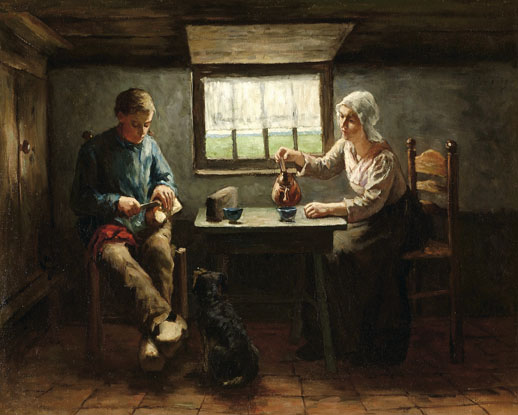
農家のお茶の時間
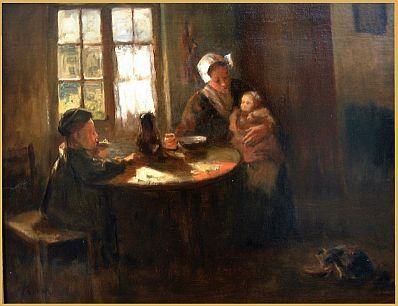
オランダの室内
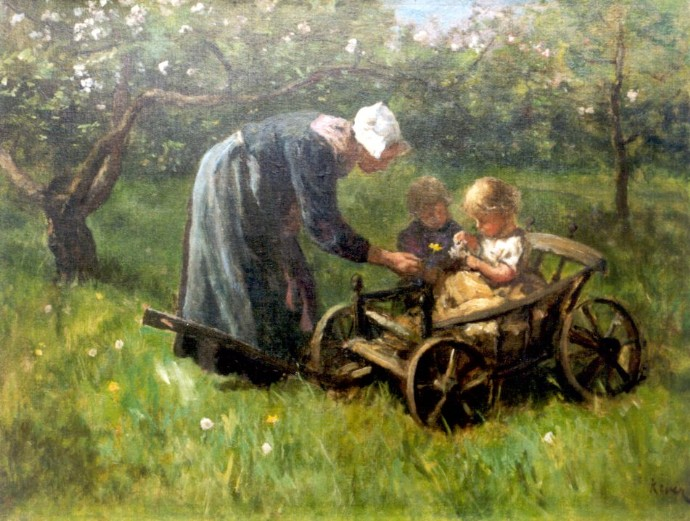
リンゴ農園